# قلعه تاته‌یاما
قلعه تاته‌یاما (به ژاپنی: 館山城, Tateyama-jō) یک قلعه ژاپنی به سبک بالای تپه است که در  تاتیاما، چیبا، استان چیبا، ژاپن قرار دارد. این قلعه به خاندان ساتومی تعلق داشته‌است.